# 12월 1일
12월 1일은 그레고리력으로 335번째(윤년일 경우 336번째) 날에 해당한다.

## 사건
- 1959년 - 냉전:남극 조약이 체결되었다. 남극에서의 군사활동은 금지되었다.
- 1975년 - 현대자동차에서 첫 국산승용차인 포니의 생산을 시작하다.
- 1990년 - 영국과 프랑스를 잇는 채널 터널이 연결되다.
- 1991년 - 우크라이나가 독립했다.
- 2012년 - 2011년 4월 소말리아 해적들에게 피랍된 제미니호 한국 선원들이 1년 7개월만에 풀려나다.
- 2014년 - 사조산업 소속 명태잡이 트롤선인 501 오룡호가 러시아 베링해에서 침몰하였다.
- 2017년 - 닌텐도 스위치가 한국,대만에서 정식 발매되었다.

## 문화
- 1860년 - 영국의 소설가 찰스 디킨스는 자신의 대표작인 《위대한 유산》을 'All the Year Round' 잡지에 처음으로 실었다.
- 1913년 - 포드 자동차 회사가 최초의 일괄 조립 라인을 도입, 공개하다.
- 1980년 - 지상파 방송인 KBS 2TV가 개국하였으며, KBS TV의 채널명을 KBS 1TV로 변경되었다.
- 1995년 - 대한민국 투니버스, 바둑TV, KCTS(現CTS기독교TV), A&C코오롱(現 K-STAR) 등 4개의 케이블 TV 채널이 개국되었다.
- 1997년 - 대한민국 대구광역시 및 경상북도 일원에서 TBC Dream FM 개국.
- 2002년 - 한국방송공사에서 KBS 드라마 금연 선포의 날을 선포하고, 텔레비전 드라마에 흡연 장면을 전면 삭제.
- 2005년
  - 한국교통방송 DMB 방송국 개국
  - 지상파 3사 텔레비전 평일 낮 방송 개시.
  - 지상파 DMB 방송 개시.
- 2006년 - 카타르의 수도 도하에서 제15회 아시안 게임이 개최되다. (~ 12월 15일)
- 2011년 - 대한민국의 종합편성채널 채널A, TV조선, JTBC, 매일방송 및 보도전문채널 뉴스Y(現연합뉴스TV) 개국.
- 2012년 - 수도권 전철 수인·분당선 기흥역 ~ 망포역 구간이 개통되었다.
- 2015년 - 대한민국의 CTS라디오 라디오 방송 개국.
- 2017년 - 대한민국의 종교방송채널 대구CBS 음악FM 개국. (주파수 97.1MHz, 1㎾)
- 2018년 - 대한민국의 TV조선2, GM 개국.
- 2021년
  - 안면도와 원산도, 대천을 잇는 보령해저터널이 개통되었다.
  - 경부고속도로의 구간인 북구미IC가 개통되었다.

## 탄생
- 1081년 - 프랑크인의 왕 루이 6세. (~1137년)
- 1083년 - 비잔티움 제국의 공주, 역사가 안나 콤니니. (~1151년)
- 1896년 - 소련의 명장 게오르기 주코프. (~1974년)
- 1905년 - 대한민국의 야구 선수 이영민. (~1954년)
- 1912년 - 미국의 건축가, 뉴욕 세계 무역 센터의 설계자 미노루 야마사키. (~1986년)
- 1917년 - 대한민국의 판소리 명창 김소희. (~1995년)
- 1920년 - 베트남의 정치인 레득아인. (~2019년)
- 1924년 - 일본의 역사학자 이노우에 히데오. (~2008년)
- 1926년 - 미국의 배우 로버트 시먼즈. (~2007년)
- 1930년
  - 대한민국의 기업인 신춘호. (~2021년)
  - 조선민주주의인민공화국의 정치인 최태복. (~2024년)
- 1931년
  - 대한민국의 출판인 송성문. (~2011년)
  - 트리니다드 토바고의 정치인 조지 맥스웰 리처즈. (~2018년)
- 1932년 - 대한민국의 교육자 이병희.
- 1933년 - 일본의 만화가 후지코 F. 후지오. (~1996년)
- 1934년 - 대한민국의 체조 선수 김상국.
- 1935년
  - 미국의 영화 감독 우디 앨런.
  - 대한민국의 가수 겸 영화배우 한명숙. (~2025년)
  - 우크라이나의 공학자 빅토르 브류하노프. (~2021년)
- 1943년 - 그리스계 미국인 컴퓨터 과학자 니콜라스 네그로폰테.
- 1944년 - 모로코의 작가 타하르 벤 젤룬.
- 1945년 - 미국의 가수, 배우 벳 미들러.
- 1947년 - 대한민국의 정치인, 지방자치단체장 이태근.
- 1948년
  - 대한민국의 언론인 김승한.
  - 영국의 성공회 주교 겸 기독교 신약성서 학자 니컬러스 토머스 라이트.
- 1949년
  - 대한민국의 가수, 작사가, 작곡가 김정수.
  - 칠레의 제40·42대 대통령 세바스티안 피녜라. (~2024년)
- 1950년 - 대한민국의 작곡가 박현진.
- 1951년 - 미국의 배우 트리트 윌리엄스. (~2023년)
- 1952년
  - 대한민국의 기업인 권오현.
  - 대한민국의 정치인 이용범.
- 1953년 - 미국의 생물학자 빅터 앰브로스.
- 1956년 - 대한민국의 정치인 임태희.
- 1958년
  - 멕시코의 전 축구 선수, 현 축구 감독 하비에르 아기레.
  - 미국의 작가, 칼럼니스트 캔디스 부슈널.
- 1960년
  - 대한민국의 아나운서 배기완.
  - 대한민국의 정치인 박선숙.
- 1961년 - 대한민국의 전 양궁 선수 김진호.
- 1962년
  - 네덜란드의 전 축구 선수, 현 축구 감독 뤼트 휠릿.
  - 대한민국의 정치인 윤상현
  - 일본의 배우 하기와라 사요코.
- 1964년
  - 대한민국의 정치인 안희정.
  - 이탈리아의 축구 선수 살바토레 스킬라치. (~2024년)
- 1967년 - 대한민국의 정치인 김경수.
- 1968년
  - 대한민국의 프로듀서 신동식.
  - 대한민국의 배우 박신영.
- 1969년 - 대한민국의 법조인 이호철.
- 1970년
  - 미국의 싱어송라이터 조너선 콜턴.
  - 미국의 희극인, 배우 세라 실버먼.
  - 프랑스의 배우 소피 길멩.
- 1971년
  - 대한민국의 야구 선수 권준헌.
  - 영국의 배우 에밀리 모티머.
- 1972년 - 대한민국의 베이시스트 이윤종.
- 1973년
  - 대한민국의 전 야구 선수 정수찬.
  - 대한민국의 가수 박완규.
  - 일본의 성우 나카가와 아키코.
- 1975년
  - 대한민국의 전 농구 선수 문태종.
  - 아랍에미리트의 기업인 칼둔 알무바라크.
  - 미국의 만화가 맷 프랙션.
- 1976년
  - 뉴질랜드의 배우 딘 오고먼.
  - 대한민국의 방송인 김동혁.
  - 미국의 기자 로라 링.
- 1978년 - 중화인민공화국의 축구 선수 리웨이펑.
- 1979년
  - 대한민국의 성우 송정희.
  - 대한민국의 배우 김재범.
  - 대한민국의 배우 이동욱.
- 1980년 - 대한민국의 커피 교육자, 기업인 한승재.
- 1981년
  - 대한민국의 가수 지후.
  - 대한민국의 배우 오연아.
- 1982년 - 영국의 배우 리즈 아메드.
- 1983년
  - 대한민국의 배우 서장원.
  - 대한민국의 야구 선수 손주인.
  - 일본의 축구 선수 아베 쇼헤이.
- 1985년
  - 미국의 가수, 배우 저넬 모네이.
  - 대한민국의 연극배우 김국희.
- 1986년 - 대한민국의 모델 김라희.
- 1987년 - 대한민국의 카누 선수 신진아.
- 1988년
  - 대한민국의 배우, 가수 임시완 (제국의아이들).
  - 대한민국의 성우 김신우.
  - 대한민국의 전 야구 선수 이원재.
  - 미국의 배우 조이 크래비츠.
- 1989년 - 대한민국의 축구 선수 박태수.
- 1990년 - 대한민국의 배우 김진희.
- 1991년
  - 대한민국의 배우 정혜원.
  - 중국의 수영 선수 쑨양.
  - 대한민국의 축구 선수 이민우.
- 1992년 - 네델란드의 축구 선수 마르코 판 힝컬.
- 1993년
  - 대한민국의 배우 신주협.
  - 대한민국의 배우, 모델 이주명.
  - 대한민국의 배구 선수 김연견.
- 1994년 - 대한민국의 야구 선수 조석환.
- 1995년 - 대한민국의 연극배우 김민지.
- 1996년 - 대한민국의 아나운서 이세령.
- 1997년 - 대한민국의 가수, 배우 정채연 (다이아, 아이오아이).
- 1998년
  - 중국의 아이돌 가수 셰레이레이.
  - 일본의 가수 미야모토 카린.
- 1999년 - 조지아의 유도 선수 타토 그리갈라슈빌리.
- 2000년 - 대한민국의 가수 강석화 (위아이).
- 2001년 - 일본의 아키히토 천왕의 손녀 도시노미야 아이코 내친왕.
- 2004년 - 일본의 아이돌 호테이 모카.
- 2005년 - 대한민국의 배우 이태우.

## 사망
- 1521년 - 제217대의 교황 교황 레오 10세. (1475년~)
- 1825년 - 로마노프 왕조의 10번째 군주, 러시아의 차르 알렉산드르 1세. (1777년~)
- 1830년 - 253대 로마의 교황 교황 비오 8세. (1761년~)
- 1905년 - 조선 말기의 독립운동가 조병세. (1827년~)
- 1912년 - 홍콩의 제11대 총독 윌리엄 로빈슨. (1836년~)
- 1934년 - 러시아의 공산주의자 세르게이 키로프. (1886년~)
- 1968년 - 대한민국의 배우 김승호. (1917년~)
- 1972년 - 이탈리아의 정치인 안토니오 세니. (1891년~)
- 1973년 - 이스라엘의 초대 수상, 정치인 다비드 벤구리온. (1886년~)
- 2005년 - 대한민국의 사회 운동가 김영욱. (1923년~)
- 2018년 - 미국의 제41대 대통령 조지 H. W. 부시. (1924년~)
- 2019년
  - 대한민국의 가수 정동권. (1954년~)
  - 미국의 영화배우 셸리 모리슨. (1936년~)
- 2020년 - 오스트레일리아의 영화배우 휴 키스번. (1947년~)
- 2021년
  - 대한민국의 야구 선수 김동은. (1990년~)
  - 벨기에의 가수 그랜드 조조. (1936년~)
- 2022년
  - 대한민국의 정치인 유재건. (1937년~)
  - 미국의 야구 선수 게일로드 페리. (1938년~)
- 2023년 - 미국의 법조인 샌드라 데이 오코너. (1930년~)
- 2024년 - 프랑스의 영화배우 닐스 아레스트뤼프. (1949년~)

## 기념일
- 세계 에이즈의 날
- 독립기념일 - 포르투갈

## 같이 보기
- 전날: 11월 30일 다음날: 12월 2일 - 전달: 11월 1일 다음달: 1월 1일
- 음력: 12월 1일
- 모두 보기